# Hedbergska skolan
Hedbergska skolan är ett gymnasium i Sundsvall. Skolan bildades 1966 som en efterföljare till Sundsvalls högre allmänna läroverk och är sedan 1999 en enhet inom Sundsvall gymnasium.

## Historia
Skolan slogs 1999 samman med de övriga av kommunens gymnasieskolor till vad som dag kallas Sundsvalls gymnasium. I Sundsvalls gymnasium ingår även enheten Västermalms skola, byggår 1964 i nyfunkisstil, invigd 1965 som Sundsvalls tekniska gymnasium. Andra byggnader som unyttjas är Altinska skolan (slöjdskola återuppbyggd 1891 efter Sundsvallsbranden), och GA-skolan (med huvudbyggnad från 1892 och gymnastikbyggnad från 1921, var folkskola mellan 1935 och 1945).
Sommaren 2012 spelades långfilmen En Perfekt Film in på Hedbergska skolan.

## Bemärkta elever
Följande personer har varit elever på Sundsvalls gymnasium eller de skolor som skulle komma att uppgå i gymnasiet:
- Leif Andrée, skådespelare
- Erik Berglin, (gick på Katrinelunds gymnasieskola) konstnär
- Elias Ek, företagsledare
- Elin Ek (gick på Katrinelunds gymnasieskola) programledare
- Lennart Jähkel, (gick på Katrinelunds gymnasieskola) skådespelare
- Anna-Karin Kammerling, olympisk guldmedaljör
- Peter Kihlgård, författare
- Mattias Pettersson, tennisspelare
- Helen Sjöholm (gick på Katrinelunds gymnasieskola) sångerska
- Fredrik Wikingsson, journalist, programledare
- Jacob Glas, innebandyspelare

## Föreningar
- Sundsvalls Gymnasiiförbund, (SGF), grundat 1884
- Sundsvalls Flickors Gymnasiiförbund, (SFGF)
- Vigor, grundat 1903 och anordnar årligen ett spex.

Föreningar överförda från Katrinelunds gymnasieskola
- GF Unitas
- GF Athena (grundat 1966)